# 特雷西冰川
特雷西冰川（英語：Tracy Glacier）是南極洲的冰川，位於威爾克斯地，最終在埃利奧特角西南面7公里注入沙克爾頓冰架，根據美國海軍拍攝的空中照片繪入地圖，現時由南極條約體系管理。